# Potrerillos, Guanajuato
Potrerillos är en ort i Mexiko.   Den ligger i kommunen Purísima del Rincón och delstaten Guanajuato, i den centrala delen av landet, 300 km nordväst om huvudstaden Mexico City. Potrerillos ligger 1 793 meter över havet och antalet invånare är 1 976.
Terrängen runt Potrerillos är platt norrut, men söderut är den kuperad. Runt Potrerillos är det ganska tätbefolkat, med 129 invånare per kvadratkilometer. Närmaste större samhälle är San Francisco del Rincón, 7,2 km söder om Potrerillos. I omgivningarna runt Potrerillos växer huvudsakligen savannskog.